# 兰德伯夫
兰德伯夫（法語：Lindebeuf，法語發音：[lɛ̃dbœf]）是法国滨海塞纳省的一个市镇，属于鲁昂区。

## 地理
兰德伯夫（49°42'40"N, 0°54'25"E）面积4.62 平方千米，位于法国诺曼底大区滨海塞纳省，该省份为法国北部沿海省份，其西部及北部濒大西洋英吉利海峡，东起顺时针与索姆省、瓦兹省、厄尔省和卡爾瓦多斯省接壤。
与兰德伯夫接壤的市镇（或旧市镇、城区）包括：瓦勒德萨讷、科地区贝维尔、布德维尔、安布勒维尔、乌维尔拉拜、维伯夫。

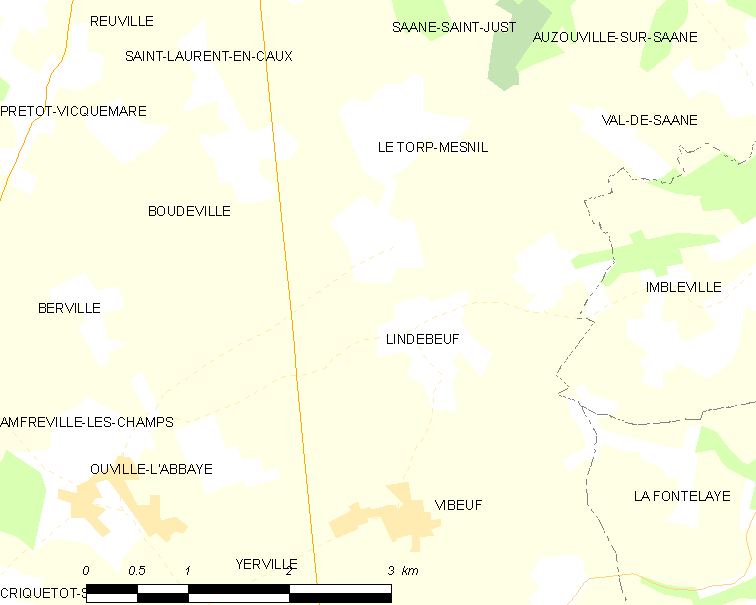
兰德伯夫的OSM定位图

兰德伯夫的时区为UTC+01:00、UTC+02:00（夏令时）。

## 行政
兰德伯夫的邮政编码为76760，INSEE市镇编码为76387。

## 政治
兰德伯夫所属的省级选区为伊沃托县。

## 人口

1962-2008年间兰德伯夫人口变化图示

兰德伯夫于2022年1月1日时的人口数量为383人。